# Новотроевка (Уфимский район)
Новотроевка (баш. Яңы Троевка) — деревня в Уфимском районе Республики Башкортостан Российской Федерации. Входит в состав Шемякского сельсовета.

## География

### Географическое положение
Расстояние до:
- районного центра (Уфа): 57 км,
- центра сельсовета (Октябрьский): 7 км,
- ближайшей ж/д станции (Алкино): 10 км.

## Население
| 2002 | 2009 | 2010 |
| ---- | ---- | ---- |
| 207  | ↗227 | ↗236 |

Национальный состав
Согласно переписи 2002 года, преобладающая национальность — русские (66 %).